# 71 Niobe
A 71 Niobe a Naprendszer kisbolygóövében található aszteroida. Karl Theodor Robert Luther fedezte fel 1861. augusztus 13-án.